# Jiangxi International Women's Tennis Open 2016
Il Jiangxi International Women's Tennis Open 2016 è stato un torneo di tennis giocato sul cemento. È stata la terza edizione del torneo che fa parte della categoria International nell'ambito del WTA Tour 2016, precedentemente facente parte del WTA Challenger Tour. Si è giocato a Nanchang, in Cina, dal 1° al 7 agosto 2016.

## Partecipanti

### Teste di serie
| Giocatrice  | Nazionalità         | Ranking* | Testa di serie |
| ----------- | ------------------- | -------- | -------------- |
| Polonia     | Magda Linette       | 86       | 1              |
| Giappone    | Kurumi Nara         | 91       | 2              |
| Italia      | Francesca Schiavone | 107      | 3              |
| Croazia     | Donna Vekić         | 109      | 4              |
| Cina        | Zhang Kailin        | 112      | 5              |
| Stati Uniti | Vania King          | 120      | 6              |
| Giappone    | Risa Ozaki          | 126      | 7              |
| Cina        | Han Xinyun          | 127      | 8              |
| Bulgaria    | Elica Kostova       | 131      | 9              |

* Ranking al 25 luglio 2016

### Altre partecipanti
Le seguenti giocatrici hanno ricevuto una Wild card per il tabellone principale:
- Lu Jiajing
- Yang Zhaoxuan
- Zhang Yuxuan
- Zheng Wushuang

La seguente giocatrice è entrata in tabellone con il ranking protetto:
- Tereza Mrdeža

Le seguenti giocatrici sono passate dalle qualificazioni:

- Nicha Lertpitaksinchai
- Lu Jingjing
- Junri Namigata
- Peangtarn Plipuech
- Storm Sanders
- Zhang Ying

La seguente giocatrice è entrata in tabellone come lucky loser:
- Han Na-lae

## Campionesse

### Singolare
Duan Yingying ha sconfitto in finale  Vania King con il punteggio di 1-6, 6-4, 6-2.
- È il primo titolo in carriera per la Duan.

### Doppio
Liang Chen /  Lu Jingjing hanno sconfitto in finale  Shūko Aoyama /  Makoto Ninomiya con il punteggio di 3-6, 7–6(2), [13-11].